# Березиково
Березиково — село в Тогучинском районе Новосибирской области. Административный центр Кировского сельсовета.

## География
Площадь села — 147 гектаров.

## История
В 1976 г. Указом Президиума ВС РСФСР посёлок центральной усадьбы совхоза «Завьяловский» переименован в село Березиково.

## Население
| 2002 | 2007  | 2010 |
| ---- | ----- | ---- |
| 1074 | ↗1091 | ↘983 |

## Инфраструктура
В селе по данным на 2007 год функционируют 1 учреждение здравоохранения и 2 учреждение образования.